# سالم الصادق
سالم الصادق بن سالم بن الصادق بن بلقاسم بن ساسي بن بلقاسم البخبخي أو سالم بي الصادق، من مواليد 12 مارس 1904، وزير ليبي في الفترة الملكية، تولى منصب وزير الصحة ثم منصب وزير الاقتصاد في حكومة محمد عثمان الصيد رئيس وزراء ليبيا في الفترة الملكية القصيرة لليبيا.

## نبذة عن حياته
ولد في طرابلس سنة 1904، تعلم في صغره في الكتاب وختم حفظ القرآن الكريم وهو أصغر من 12 سنة في جامع بمنطقة العمروص في سوق الجمعة في طرابلس في ذلك الوقت، وكان قد درس في العديد من المدارس العربية والإيطالية ووصل إلي أقصى مستوى يسمح به التعليم في فترة الاحتلال الإيطالي في ليبيا، ثم تزوج في سن 16 سنة من عائشة بن سعيد بن سالم وهي ابنة عمه وأنجب منها طفلين فتاة اسمها غالية وولد اسمه الصادق، وعندما كان الاستعمار الإيطالي يجند الليبين في جيشه، جلب سالم الصادق في عمر 20 سنة إلي إدارة الجيش الإيطالي في ليبيا ولكن لأنه متعلم وكان يتقن العربية والإيطالية بجدارة، فقد تعيينة في إدارة الجيش كمترجم من العربية إلي الإيطالية والعكس بدلاً من أن يكون جندياً ،ولازم العقيد الإيطالي المسئول عن منطقة فزان، في ذلك الوقت.

## سيرته الوظيفية
بعد أن شغل عددة مناصب أصبح وزيراً للصحة ثم وزيراً للاقتصاد.